# Alberto Spaini
Alberto Spaini (Trieste, 6 luglio 1892 – Roma, 25 gennaio 1975) è stato uno scrittore, giornalista, germanista e traduttore italiano.
Dopo aver studiato a Firenze, Berlino e Roma, giovanissimo, collaborò come critico letterario, articolista politico e autore di racconti a La Voce, Novecento e, in seguito, a molti giornali e periodici letterari e politici, tra cui Democrazia Ferrarese, La Brigata, L'Azione, Piccolo della sera; fu redattore a il Resto del Carlino (1928-1938), corrispondente politico per Il Giornale di Napoli, redattore a Il Giornale della Sera di Virgilio Lilli e collaboratore per Il Messaggero.
Dedicatosi in particolare alla letteratura tedesca, di cui fu un attento studioso, si occupò, in molti casi con la moglie Rosa Pisaneschi, di numerose traduzioni da Georg Büchner (Lenz, Woyzeck, Leonce e Lena, La morte di Danton), Johann Wolfgang Goethe (I dolori del giovane Werther), Ernst Theodor Amadeus Hoffmann (La principessa Brambilla, Il signor Formica, Doge e dogaressa), Franz Kafka (America, Il processo), Thomas Mann, Erwin Piscator (Il teatro politico), Ludwig Tieck (Il cavaliere Barbableu), Frank Wedekind e dagli espressionisti (Berlin Alexanderplatz di Alfred Döblin, Il marchese di Bolibar di Leo Perutz). Sull'argomento pubblicò importanti saggi come La modernità di Goethe (1914), Thomas Mann (1915) e Il teatro tedesco del Novecento (1932).
Esponente del movimento letterario Stracittà, le sue opere di narrativa sono scritte in una prosa elegante e sottilmente ironica «in cui prevalgono il gusto del magico e della trasfigurazione» e in cui si mescolano realismo ed espressionismo; fra i titoli più noti si ricordano Viaggi di Bertoldo (1930), La moglie del vescovo e Malintesi (entrambi del 1931). Ha scritto anche atti teatrali e soggetti cinematografici.

## Traduzioni
- Alfred Döblin, Berlin Alexanderplatz, Milano, Modernissima, 1930. - Milano, Corbaccio, 1934; Milano, Rizzoli, 1963-2023.
- Franz Kafka, Il processo, Torino, Frassinelli, 1933. - Macerata, Quodlibet, 2019.
- Franz Kafka, America, Torino, Einaudi, 1945. - Mondadori, 1947.

## Filmografia

### Sceneggiatore
- Mia moglie si diverte
- Marionette
- Casa lontana, regia di Johannes Meyer - adattamento (1939)
- Il bravo di Venezia di Carlo Campogalliani (1941)
- Quelli della montagna